# Grabensee
Grabensee är en sjö i Österrike.   Den ligger i förbundslandet Salzburg, i den centrala delen av landet, 240 km väster om huvudstaden Wien. Grabensee ligger 504 meter över havet.
Omgivningarna runt Grabensee är en mosaik av jordbruksmark och naturlig växtlighet. Runt Grabensee är det ganska tätbefolkat, med 139 invånare per kvadratkilometer.